# Петър Берон (просветител)
Вижте пояснителната страница за други личности с името Петър Берон.
Петър Хаджи Берович е български лекар, стопански и просветен деец и дарител. Учен-енциклопедист, педагог, философ и естественик. Автор на Рибния буквар (1824) –  

## Биография
Петър Берон е роден през 1799 г. в Котел. За кратко живее в Брашов. Учи в местно килийно училище и в елино-българско училище на даскал Андон Хаджи Кринчу, а след завършването му, започва работа. На 21-годишна възраст отива в Букурещ, където учи в гръцката Княжеска академия, а по-късно с помощ от сънародници – в различни университети в Европа. Учи медицина в Хайделберг и Мюнхен. В Мюнхен слуша лекциите на Фридрих Шелинг и на Лоренц Окен. През 1831 г. защитава докторат и се връща в Румъния. Автор е на около 20 научни труда. Владее девет езика и живее в Париж, Берлин, Лондон, Виена, Прага и Атина. Дипломиран лекар, отдава се и на научни занимания.
Петър Берон дарява средства за подкрепа на много български училища. Той учи и работи активно в Сорбоната (университет в Париж), където е известен като един гениален учен, но беден преподавател. Французите са запленени от този академичен гений, предлагайки му да приеме френско гражданство под името „Пиер Барон“. Той отказва да приеме гражданство, оставайки си поданик на султана. По време на своето пребиваване в Сорбоната живее на последния етаж на една бедна сграда, където на места покривът е срутен и се вижда небето. Получава добра заплата, която влага за експерименти в лабораторията по химия. Продължава да живее в нищета.
През 1824 г. с помощта на просветителя Антон Йованович, издава „Буквар с различни поучения“, или т.нар. „Рибен буквар“. Наречен е така заради изобразените в края на книгата кит и делфин. Всъщност и двата вида животни са бозайници, а не риби. Това е първият български буквар изобщо, и е издаден от Петър Берон в Брашов.
През 1842 г. заминава за Париж и се увлича в изучаването на физико-математическите и природните науки, плод от който труд са неговите научни съчинения, на брой повече от 25 тома. Той често напуска Париж и посещава Румъния по частни дела.
През 1853 г. Берон прави завещание, преработено през 1867 г. един път, а през 1870 г. втори път. За изпълнител на завещанието си, оставя един комитет с председател родолюбивия българин от Букурещ Евлоги Георгиев. В завещанието си П.Берон определя големи суми за целите на българското образование: „От доходите на всички имения ще се плаща на учители и учителки в онези села в България, гдето има черкви". 
През периода 1853-1855 живее в Прага (Nerudova 6). В Прага излиза от печат неговата книга "Славянска философия".
През 1871 г. Берон посещава за последен път Румъния, за да уреди някои въпроси във връзка с имота си, по който има заведено дело пред румънските съдилища. 
През 1863 г. пише разработка за безжичния морски телеграф. 

### Убийството на Петър Берон
Берон е намерен удушен на 21 март 1871 г. в къщата си на улица „Личеулуй” №1 в Крайова, Румъния. Физическите убийци Йон Калин и Нику Табаку са открити от румънската полиция и са осъдени на каторга. Възникват подозрения, че двамата извършители изпълняват поръчка на Теохар Папазоглу, когото Петър Берон определя за изпълнител на завещанието си. Арестувани са също предполагаемите поръчители на убийството – Петру Александру и инж. Илие Чокулеску, но са освободени поради липса на доказателства.
Завещанието на П.Берон е спасено благодарение на 12-членен комитет под ръководството на Евлоги Георгиев, в който комитет участва и Лука Радулов.

С част от тези пари е построена елитната Българската мъжка гимназия в Одрин.

## Съчинения
- „Буквар с различни поучения“ (1824)
- „Краснописие“ (1843)
- „Система на атмосферологията“ (1846)
- „Система на геологията“ (1847)
- „Славянска философия“ (1855)
- Космобиографичен атлас (1859)[4]
- Метеорологичен атлас (1860)
- „Панепистемия“ (седем тома, 1861 – 1867)
- „Небесна физика“ (три тома, 1866 – 1867)
- „Физико-химия“ (1870)